# Blairisme

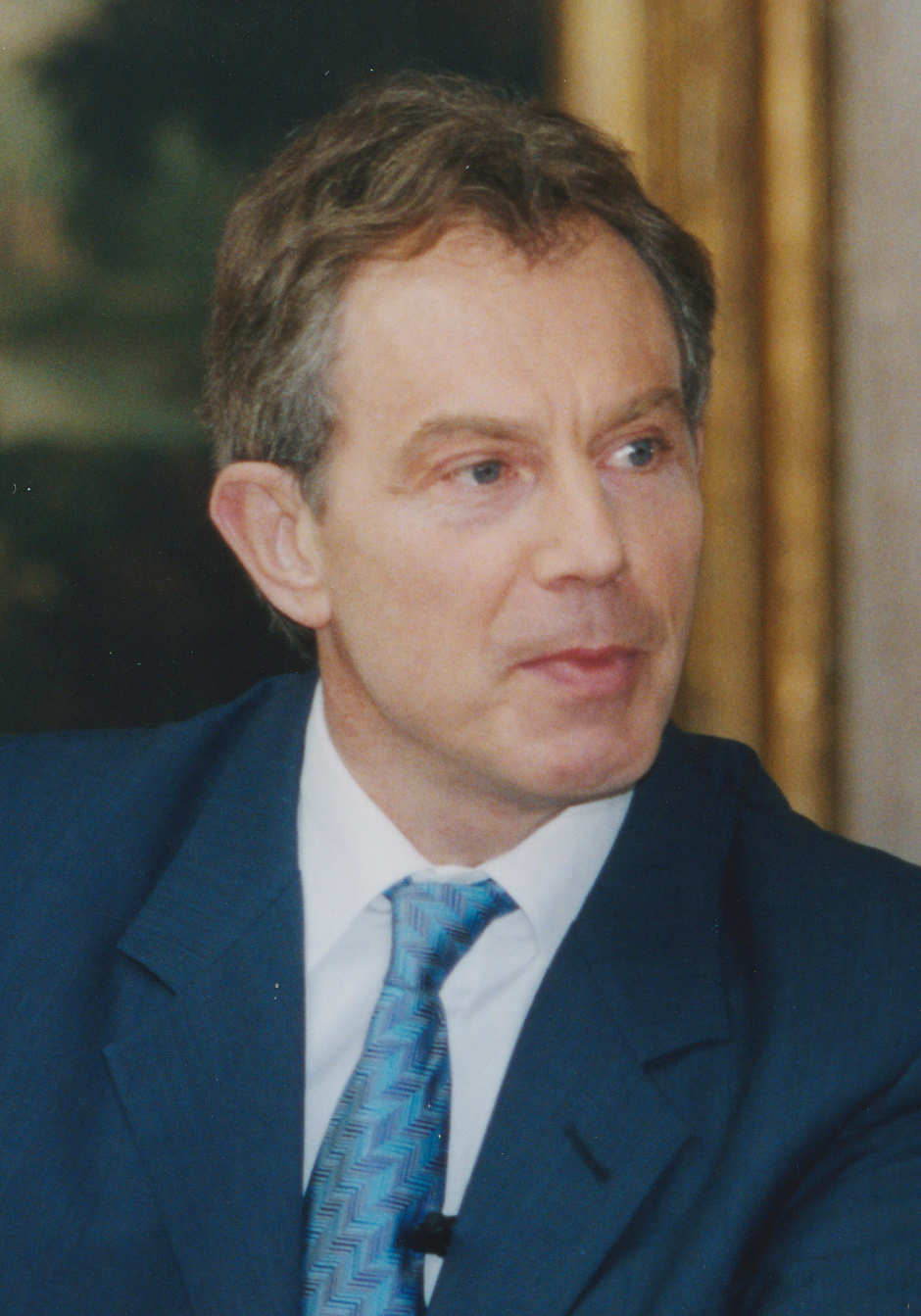
Tony Blair, alors Premier ministre du Royaume-Uni, en 2002.

Le blairisme (en anglais blairism, dit également troisième voie, third way) est le nom donné au courant de pensée de l'homme politique Tony Blair, chef du Parti travailliste et Premier ministre du Royaume-Uni entre mai 1997 et juin 2007. Au sens large, le mot désigne à la fois l'adoption, par le parti dominant de la gauche britannique, d'un programme adhérant pleinement aux valeurs du libéralisme économique, et la ligne idéologique suivie par Tony Blair en tant que chef de l'opposition, puis en tant que chef du gouvernement. Dans l'histoire du Parti travailliste britannique (Labour), le blairisme est associé à la période dite du New Labour.

## Origines du blairisme
Le « blairisme » naît d'un long processus de mutation idéologique de la gauche britannique, rejetée dans l'opposition en 1979 après l'élection de Margaret Thatcher, et victimes d'échecs électoraux répétés face à cette dernière. Lors des élections législatives de 1983, le Parti travailliste (Labour Party), sous la direction de Michael Foot et de son principal lieutenant Tony Benn, adopte un programme radicalement orienté à gauche et subit une défaite écrasante. Neil Kinnock, qui succède à Michael Foot comme chef du Labour, adopte des positions de gauche plus traditionnelles et plus modérées ; il n'en échoue pas moins à son tour face à Margaret Thatcher lors des élections de 1987. Le Labour s'oriente ensuite, dès 1989, vers un certain révisionnisme politique en recentrant son discours sur les « valeurs éthiques » du socialisme ; Kinnock, dont l'équipe de conseillers chargés de l'économie se compose de John Smith, Margaret Beckett, Gordon Brown et Tony Blair, échoue cependant à nouveau lors des élections de 1992, battu cette fois par John Major. L'historien britannique Donald Sassoon attribue ces défaites répétées du Labour moins à son radicalisme qu'à son conservatisme et à son incapacité à s'affranchir d'idées dépassées. John Smith remplace Neil Kinnock à la tête du Parti travailliste et s'emploie à rénover l'image et le programme du parti : il doit cependant trouver un équilibre entre les « modernisateurs » (modernisers) du parti, dont Tony Blair et Gordon Brown sont les chefs de file, et la gauche travailliste, partisane d'une alliance étroite avec les syndicats. Smith est plus proche du camp de Blair et Brown, qu'il a accompagnés lors de leurs débuts parlementaires, mais se montre prudent face aux risques de bouleversements internes au Labour. Le 12 mai 1994, le leadership de Smith prend brutalement fin lorsque ce dernier meurt, victime d'un infarctus.
Tony Blair est élu chef du Parti travailliste lors d'un scrutin interne en juillet 1994, devançant John Prescott ainsi que Margaret Beckett qui avait assuré l'intérim après la mort de Smith. L'élection de Blair, l'un des principaux chefs de file des modernisers, donne un coup d'accélérateur décisif à la rénovation idéologique du parti. Blair et son entourage ambitionnent de mener une véritable réflexion de fond sur l'évolution de la gauche britannique ; le nouveau chef du Labour s'entoure d'intellectuels comme Anthony Giddens et s'appuie sur un ensemble de clubs de pensée, comme l'Institute for Public Policy Research, auquel participe Giddens, le Foreign Policy Center, Demos ou la Fabian Society. L'idée commune à l'ensemble des think tanks proches de Blair est résumée par Geoff Mulgan, cofondateur de Demos, pour qui « la défaite subie par la pensée socialiste est due à son insensibilité aux changements de la société, à un retard d'analyse et au refus des nouvelles tendances intellectuelles ».

## Fondements

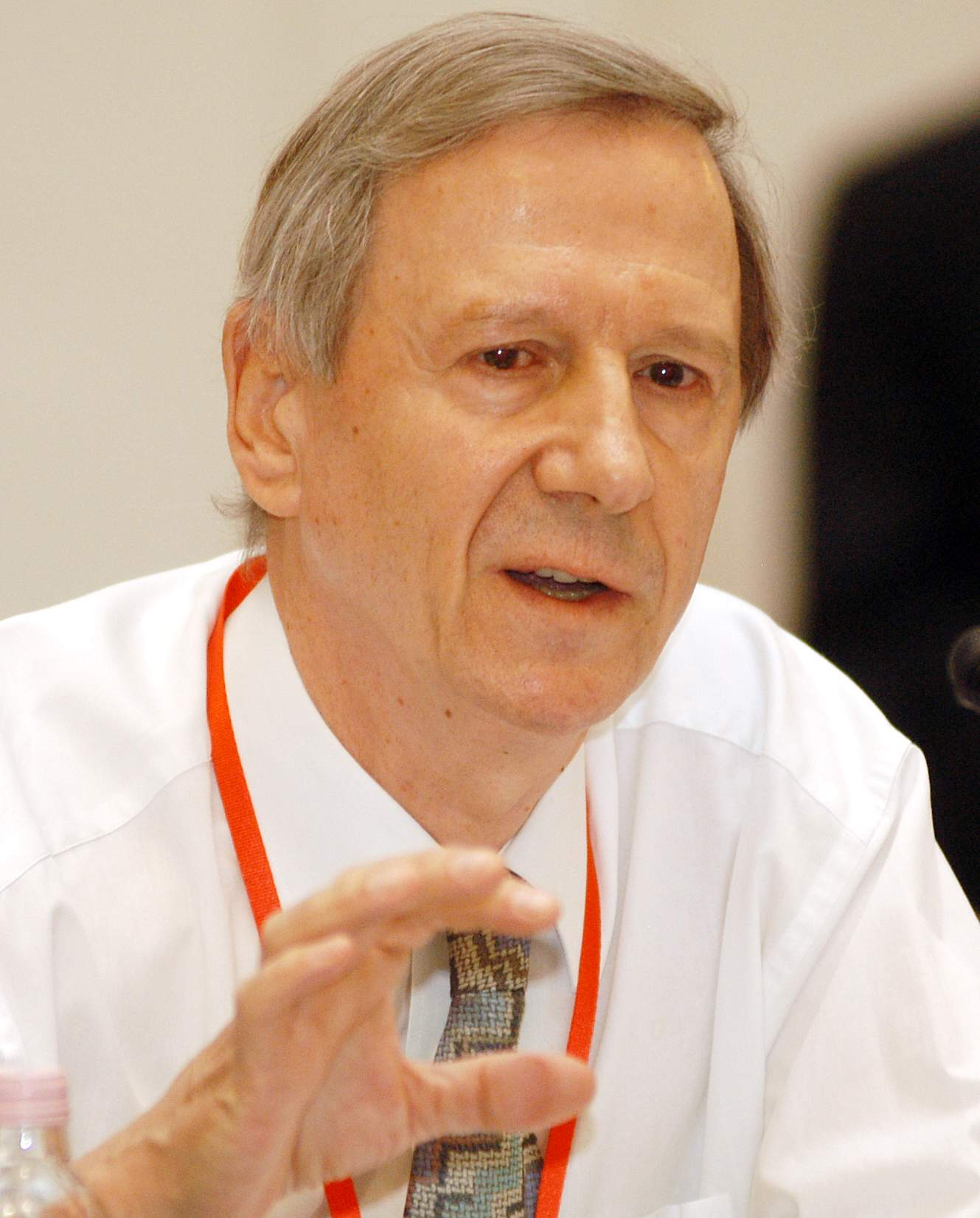
Anthony Giddens en 2004

Élu chef du parti, Tony Blair plaide pour un « nouveau travaillisme » (New Labour) : il utilise pour la première fois le terme lors d'une conférence prononcée en octobre 1994, au cours de laquelle il lance le slogan New Labour, New Britain. La tendance blairiste s'inspire partiellement de l'expérience des Nouveaux démocrates américains, qui ont réagi à la « révolution conservatrice » des années Reagan en renouvelant en profondeur le discours du Parti démocrate. Blair s'emploie à rénover à la fois le programme et le fonctionnement du Parti travailliste : la clause IV du programme travailliste est révisée, supprimant la notion de propriété collective des moyens de production. Longtemps dénoncée comme archaïque par une partie des travaillistes, mais vue par d'autres comme le cœur du discours du Labour, la clause IV avait été, des décennies durant, l'une des principales pierres d'achoppement de toute réforme du parti. Le fonctionnement de la conférence annuelle du Labour est également réformé, faisant de celle-ci moins un centre de décisions qu'une phase de consultation, et réduisant sa capacité de pression sur la direction du parti et sur le gouvernement travailliste. En 1995, Blair prononce devant la Fabian Society une conférence, intitulée Faisons face à l'avenir (Let us face the future) dans laquelle il revendique explicitement l'influence, sur le plan économique, de penseurs comme Leonard Trelawny Hobhouse, William Beveridge et John Maynard Keynes ; dans cette conférence, Blair fait l'éloge de David Lloyd George et des « nouveaux libéraux » du début du XXe siècle, considérant que le socialisme démocratique britannique est l'héritier politique de ce « libéralisme radical ».
Tony Blair et son principal inspirateur, Anthony Giddens, partagent l'ambition de permettre au progressisme de transcender le vieux clivage entre droite et gauche. Pour Giddens, qui plaide pour un « centre radical », il convient de tracer une « troisième voie » entre d'une part la « vieille gauche », soit la social-démocratie classique, étatiste et redistributive, et le « fondamentalisme du marché », soit le libéralisme économique, dérégulateur et inégalitariste. À ses yeux, la gauche, identifiée à la défense d'un État-providence en perte d'efficacité, a échoué face aux mutations que constituent la mondialisation, le « nouvel individualisme », l'essor de la société civile, l'insécurité et la crise écologique.
Sur le plan international, Giddens défend une vision optimiste de la mondialisation, dont il considère qu'elle doit être réorientée vers « le renforcement et la réforme des organismes de la gouvernance mondiale ». Socialement, il envisage une « politique de la vie » qui embrasse les questions liées à l'écologie, à l'évolution des mœurs et aux biotechnologies, et considère qu'il revient au politique de gérer les « nouveaux risques » engendrés par les avancées scientifiques et technologiques.
Dans son discours politique, Tony Blair affiche avant tout une volonté de pragmatisme et prend ses distances avec toute idéologie manichéenne ou bipartisane. Il déclare ainsi en 1998 :

« La solidarité, la justice, la liberté, la tolérance et l'égalité des chances, le sentiment qu'appartenir à une communauté et à une société fortes est l'instrument du progrès individuel : voilà les valeurs qui sont au cœur même de ma politique. Mais nous devons être infiniment adaptables, et faire preuve de la plus grande imagination quant aux moyens de les mettre en œuvre. Il n'y a pas de pré-conditions idéologiques, pas de veto préalable sur ces moyens. Ce qui compte, c'est ce qui marche. »

Le blairisme, en tant que conversion de la gauche aux réalités économiques, s'impose à la fin des années 1990 comme l'un des pôles d'influence de la vie politique européenne. En Allemagne, le SPD poursuit, notamment sous la direction de Gerhard Schröder, une évolution comparable à celle du Parti travailliste britannique : en 1999, Schröder, alors chancelier allemand, publie avec Blair un manifeste commun fortement empreint d'idées libérales et plaidant pour « une Europe flexible et compétitive ».

## Société
Anthony Giddens juge que la gauche n'a plus à s'identifier à un État qui dominerait la société civile, mènerait une politique de redistribution des richesses au nom de l'égalitarisme et du rejet du capitalisme, pour protéger les citoyens « du berceau à la tombe ». En ce qui concerne le traitement du chômage, l'État doit ainsi adopter une démarche d'« assistance sociale positive » qui consiste à valoriser le capital humain en fournissant aux chômeurs un suivi personnalisé, et en investissant dans la formation ; en contrepartie, les chômeurs doivent activement chercher un emploi sous peine de sanctions.
Tony Blair lui-même ne reprend que partiellement les thèses de Giddens sur la « société du risque », mais s'appuie sur le système de valeurs que ce dernier associe à la « troisième voie », à savoir le remplacement de l'égalitarisme par l'égalité des chances, la réforme de l'État-providence au profit d'une aide aux plus faibles qui serait conditionnée à certaines responsabilités, et le rôle des « communautés » — soit des lieux de solidarité — dans la lutte contre la pauvreté et la délinquance. Le blairisme témoigne aussi d'une forte confiance dans le marché : si le gouvernement de Blair mène une politique volontariste de rénovation des services publics britanniques, dont certains étaient dans un état très médiocre, il va jusqu'à confier la gestion d'une partie de ceux-ci au secteur privé, par le biais d'un partenariat entre l'État et les entreprises. Blair fait également siennes les idées de Giddens sur le dépassement des clivages et ambitionne d'unifier les deux grands courants de pensée de centre gauche, le socialisme démocratique et le libéralisme, dont le divorce a, à ses yeux, beaucoup affaibli la pensée progressiste durant le XXe siècle. Pour le politologue français Laurent Bouvet, le blairisme est plus proche du « libéralisme social » que des traditions politiques du mouvement ouvrier britannique dont est issu le Labour.
Blair s'engage par ailleurs dans la lutte contre les discriminations et se positionne résolument contre l'homophobie : son gouvernement fait adopter en 2004 le Civil Partnership Act qui accorde aux couples du même sexe, unis sous le régime d'un partenariat civil, des droits équivalents à ceux des couples mariés. Tony Blair prend également position contre le racisme et en faveur d'une société multiculturelle et tolérante,.

## Blairisme et Brownisme

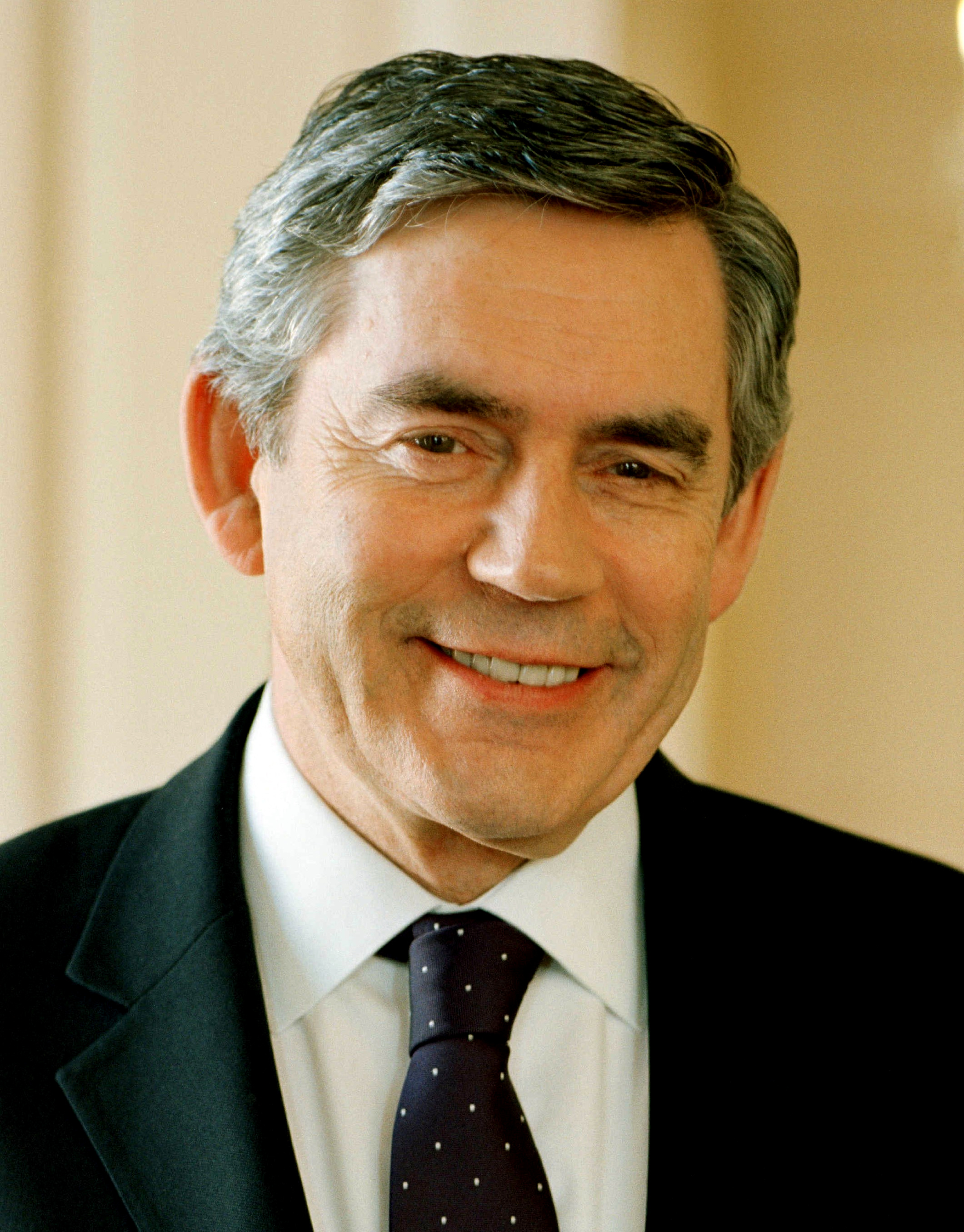
Gordon Brown, le successeur de Tony Blair.

Le terme de blairisme est souvent employé en opposition au brownisme qui renvoie au courant du parti travailliste lié à Gordon Brown. Blair et Brown sont pourtant fréquemment en accord sur la plupart des grands sujets politiques, de l'Irak à la réforme du secteur public, mais leurs amis s'opposent pour des raisons essentiellement internes au parti travailliste.
Cette opposition provient d'un désaccord personnel entre Blair et Brown sur la prise de pouvoir au sein du parti, à la suite du décès de John Smith en 1994. À l'origine, Brown était fréquemment perçu comme le mieux placé mais il attendit la fin des obsèques de Smith pour entamer sa campagne, perdant ainsi du terrain politique par rapport à Blair qui avait pris trop d'avance pour pouvoir être dépassé.

## Économie
En matière économique, l'approche de Blair le conduit à récuser l'idée d'adopter de façon définitive et idéologique une politique plutôt qu'une autre : « La gestion de l'économie n'est ni de gauche, ni de droite : elle est bonne ou mauvaise ». Il prône néanmoins les vertus de la flexibilité de l'économie et du travail, dans une logique que ses opposants ont pu juger proche du thatchérisme, bien que son approche sociétale soit différente sous de nombreux aspects. Les résultats sur les chiffres du chômage semblent donner raison à son approche, passant de plus de 7 % à son arrivée au pouvoir en 1997 à moins de 5,5 % dix ans plus tard. Ces chiffres sont toutefois contestés par d'autres modes de calcul, prenant en compte non pas les seuls bénéficiaires d'allocations mais tous les demandeurs d'emploi. Mais les résultats macroéconomiques sont globalement satisfaisants, comme en témoignent nombre de commentateurs :

« La performance macroéconomique enregistrée de 1997 à 2007 a été très satisfaisante. La croissance du PIB a été robuste (2,8 % en moyenne, contre 2,2 % au cours des vingt années antérieures), plus que dans la zone euro, et les fluctuations conjoncturelles, si fortes dans la période d’après-guerre et encore très marquées pendant les années de gouvernement conservateur, ont été moins sensibles que dans la plupart des pays de l’OCDE. (…) Aussi bien en regard des objectifs que s’était fixés le gouvernement de Tony Blair en accédant au pouvoir qu’en comparaison avec les périodes antérieures, ce bilan macroéconomique est bon. »

La vertu budgétaire est un des aspects du blairisme, et la lutte contre l'inflation en constitue un exemple marquant. Mais si ces choix se situent dans une continuité assumée avec la politique passée de Margaret Thatcher, un contraste saisissant est observé dans l'investissement massif dans les services publics (les dépenses publiques progressent de 39 % du PIB en 1997 à 47 % en 2007), ainsi que dans des programmes de soutien à l'insertion professionnelle de populations fragilisées.

## Politique étrangère
La politique de Tony Blair est résolument atlantiste. La volonté d'intégration européenne est particulièrement marquée avant l'accession au pouvoir du Labour en 1997, mais ces intentions ne sont pas toutes menées à leur terme, notamment sur la question de l'adhésion à la monnaie unique. Même à la fin de son mandat, Blair affiche toujours avec conviction son souhait de renforcer la coopération et l'intégration européenne ; il se heurte toutefois à une résistance nationale parfois acharnée y compris dans son propre camp, ainsi qu'à une défiance fréquente de la part de certains européens et surtout des français ; il est également lui-même souvent critique des choix et orientations de l'Union :

« Je suis un pro-européen passionné. Je l'ai toujours été. (…) Je crois à l'Europe en tant que projet politique. Je crois en l'Europe dans sa dimension sociale forte et généreuse. Je n'accepterais jamais une Europe qui se limiterait à un marché économique. (…) Mais dites-moi : que vaut un modèle social qui a 20 millions de chômeurs ? »

À plus grande échelle, en matière de politique de défense, Blair définit son approche comme un « interventionnisme libéral » combinant le « soft power » et le « hard power ». Les objectifs revendiqués par Blair sont d'une part de garantir le maintien de la puissance du Royaume-Uni — ce qui à ses yeux ne peut se faire que via une politique d'alliances, à la fois avec les États-Unis et avec les partenaires de l'Union européenne — d'autre part de faire un usage résolu du hard power dans les cas d'urgence impliquant la défense des populations civiles ou la lutte contre le terrorisme, ce qui le pousse à intervenir dans les cas de la guerre du Kosovo et de la guerre civile sierra-léonaise, ainsi qu'à participer à la coalition militaire menée par les États-Unis durant la guerre en Irak.

## Critiques
Malgré la force d'attraction du blairisme, les orientations économiquement libérales de Blair sont loin de faire l'unanimité au sein de la gauche et du centre gauche européens. Le « social-libéralisme » blairiste fait ainsi figure de « repoussoir idéologique » pour une partie des socialistes européens, pourtant eux-mêmes convertis à l'économie de marché. Le philosophe français Jean-Marc Ferry analyse pour sa part la « troisième voie » blairiste comme un passage du Welfare-State (État-providence) au Workfare-State (en référence à la politique de Workfare née aux États-Unis) qui, en imposant une activité aux bénéficiaires de l'assistance, équivaut à une pure adaptation au marché flexibilisé.
Sur le plan économique, des critiques se sont élevées quant à la précarité sociale qui s'est développée au Royaume-Uni parallèlement à de bons résultats économiques nationaux. Le taux de travail partiel s'élève ainsi à 25 % de la population active à la fin du mandat de Tony Blair, ce qui peut pousser à reconsidérer les chiffres flatteurs du taux de chômage. Mais dans le même temps, il y a eu une hausse de la population active occupée et le travail partiel n'est pas forcément subi. L'endettement est également en hausse sensible et atteint des niveaux préoccupants : 150 % de leur revenu disponible en 2006, 170 % en 2008. L'endettement des ménages est une raison de la crise financière mondiale des années 2008-2009, dont le Royaume-Uni est l'une des grandes victimes.
Le politologue britannique Keith Dixon, dans son livre Un digne héritier paru en 2000, fait ainsi un parallèle entre blairisme et thatchérisme, qualifiant Tony Blair de « digne héritier » de Margaret Thatcher et dénonçant « la gravité du ralliement des néo-travaillistes à la politique économique et sociale de leurs prédécesseurs ». Au sein du centre-gauche européen, la politique de Blair a fait l'objet de critiques pour la large place faite au secteur privé dans les services publics, qui donne au patronat britannique un poids accru sur la gestion des affaires publiques et la politique gouvernementale. Plus largement, les critiques de la politique suivie par Blair visent une forte augmentation des inégalités sociales au Royaume-Uni, en dépit des chiffres satisfaisants de l'économie nationale. Le traitement du problème du chômage a également soulevé des réserves, l'injonction de responsabilité faite aux chômeurs risquant d'aboutir à soulager la collectivité du soutien aux individus les plus fragiles, avec le risque d'exclure plus encore ceux qui auraient échoué à se prendre en charge.
Anthony Giddens lui-même esquisse a posteriori une certaine critique de la ligne de la troisième voie, dont il estime qu'elle a représenté « un effort important de renouvellement politique » mais qu'elle n'a « pas suffisamment mis l'accent sur les valeurs pour lesquelles la gauche aurait dû se battre : solidarité, égalité, défense des plus faibles, promotion d'un gouvernement dont l'activité favorise le développement social ». Giddens prône dès lors une « quatrième voie » où l'« État garant » (ensuring state) aurait le rôle d'offrir des ressources aux individus pour qu'ils puissent construire eux-mêmes leur autonomie et où l'économie de marché s'accompagnerait d'une action continue des pouvoirs publics.
En 2015, les sympathisants et adhérents du Labour élisent à la tête du Parti Jeremy Corbyn, un adversaire du blairisme, partisan du retour à un positionnement socialiste très orienté à gauche — ligne pourtant nettement minoritaire parmi les élus travaillistes — dans ce qui apparaît comme une volonté de tourner la page de l'époque Blair,.